# 籔本信裕
籔本 信裕（やぶもと のぶひろ、1945年5月19日 -  ）は、日本の経営者。みなと銀行頭取を務めた。

## 来歴・人物
兵庫県出身。1969年に京都大学法学部を卒業し、同年に神戸銀行に入行した。1999年6月にさくら銀行執行役員に就任し、2000年4月に常務、2001年4月にみなと銀行専務を経て、2006年6月に頭取に就任。2010年6月に会長に就任。